# Kurt Diemberger
Kurt Diemberger, född 1932, är en österrikisk bergsbestigare. Idag lever han i Salzburg och Bologna. Han är känd för att ha bestigit två stycken berg över 8000 m ö.h. båda obestigna, 1957 Broad Peak och 1960 Dhaulagiri. Han besteg även K2 1986 tillsammans med Julie Tullis och var då en av få människor som överlevde en fruktansvärd storm på 8 000 meters höjd. Julie tillsammans med ett tiotal andra omkom. Efter det har Diemberger lagt av med höghöjdsklättring.
Diemberger deltog 2007 i korta dokumentärer på Discovery Channel där han berättar om sina äventyr och missöden.

## Meriter
- 1957 Broad Peak (Första bestigningen) tillsammans med Hermann Buhl
- 1960 Dhaulagiri (Första bestigningen)
- 1978 Makalu, Mount Everest
- 1979 Gasherbrum
- 1984 Broad Peak
- 1986 K2